# Leonhard Fopp

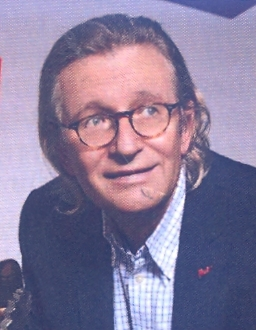
Leonhard Fopp

Leonhard Fopp (* 15. November 1948 in St. Moritz) ist ein Schweizer Unternehmensberater mit Schwerpunkt Familienunternehmen, Unternehmer-Nachfolge und Corporate Dynamics.

## Leben
Fopp machte die Handelsmatura in Neuchâtel, studierte von 1968 bis 1975 an der Universität St. Gallen und schloss mit dem Titel Dr. oec. HSG in Betriebswirtschaftslehre ab. 1972 bis 1980 arbeitete er für die Winterthur Versicherungsgruppe, zunächst im Personalwesen, später im Marketing.
Von 1981 bis 1984 war er Vizedirektor beim Managementzentrum St. Gallen. 1984 gründete er zusammen mit drei Partnern die St. Gallen Consulting Group (SCG), wo er bis 2003 als Vice President tätig war.
Fopp gründete die Continuum AG und blieb als aktiver Verwaltungsratspräsident tätig.
2011 gründete Fopp das Beratungsunternehmen Dymas AG (dynamic management support), welches Unternehmer sowie Unternehmen bezüglich Corporate Dynamics unterstützt. Seit 2013 ist der Inhaber einer Galerie an der Trittligasse in der Zürcher Altstadt, die für Ausstellungen diverser Art und Veranstaltungen genutzt und auch gemietet wird.
Fopp ist verheiratet.

## Mandate
Leonhard Fopp übte im Laufe seiner beruflichen Tätigkeit unterschiedliche Mandate aus, darunter:
- Lehrbeauftragter an der Universität St. Gallen
- Certified Management Consultant des International Council of Management Consulting Instituts
- Past-Präsident der ASCO (Schweizerische Vereinigung der Management-Berater)
- Initiator und Jury-Präsident des ASCO-Awards für “Business Transformation”
- Präsident der Family Business Association
- Mehrere Verwaltungsrats-Mandate, u. a. 12 Jahre VR der Firma Jura Elektroapparate
- Stiftungsrat der Pro Juventute, kurzfristig CEO a. i.
- Präsident von Sciencity, Förderverein von Kindercity in Volketswil
- Beirat der Kontivia, solides Unternehmerkapital
- Co-Stifter und Präsident der Jury zum Schweizer Skulpturenpreis[3]

## Beratung

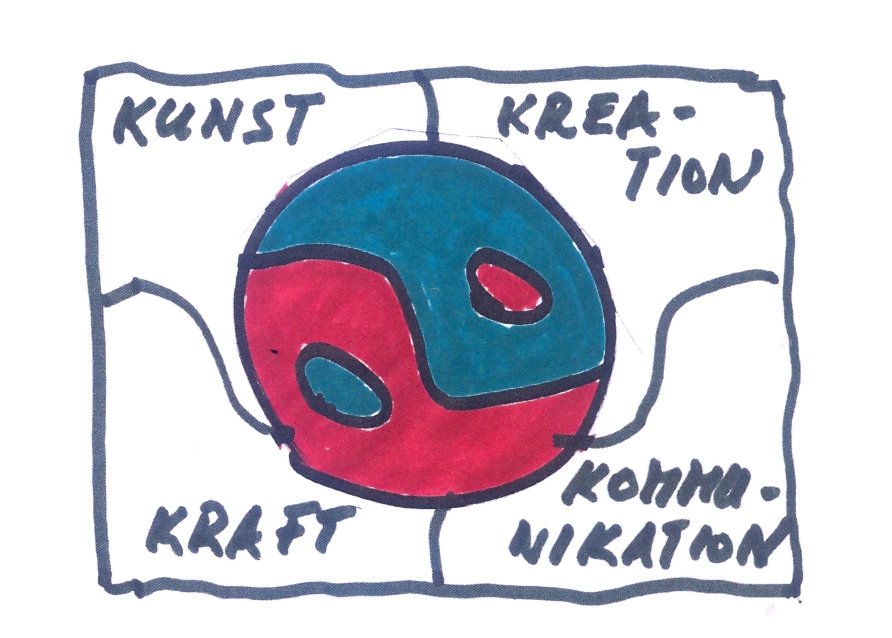
Modell der K-Faktoren

In seinem Buch über den K-Faktor plädiert Fopp für die Nutzung der vier essentiell-emotionalen Ressourcen und Erfolgstreibern Kunst, Kreation, Kraft und Kommunikation als notwendige Ergänzung zur finanziell-analytischen Unternehmensführung.

## Werke
- Die Bedeutung des Branchen-Images für Stellenwahl und Stellenwechsel. Dissertation HSG. Herbert Lang, Bern 1975, ISBN 3-261-01677-9.
- Leonhard Fopp (Hrsg.): Marketing-Praxis. Verlag Fachmed AG, St. Gallen 1985, ISBN 3-905598-01-9.
- Leonhard Fopp, Roger Foiera, Beat Benz: Marketing-Manual. 2 Bände in A4-Format. Verlag Fachmed AG, St. Gallen 1987, ISBN 3-905598-12-4.
- Leonhard Fopp, René Rüttimann: Das unternehmerische Legitimations-Prinzip. Ein ganzheitliches Steuerungs- und Führungsinstrument für Unternehmen. Orell Füssli, Zürich 1994, ISBN 3-280-02135-9.
- Leonhard Fopp, Johann Christian Schiessl: Business Change als neue Management-Disziplin. Wie der Chief Change Officer den Unternehmenswandel mitgestaltet. Campus, Frankfurt/Main 1999, ISBN 3-593-36302-X.
- Herausforderung Unternehmer-Nachfolge - Sichern Sie Ihr Lebenswerk! Orell Füssli, Zürich 2004, ISBN 3-280-05108-8.
- Leonhard Fopp, Tis Prager: Governance für Familienunternehmen - Familie - Unternehmen - Umfeld. Swiss Equity Verlag, Bern 2006.
- Leonhard Fopp, Martin Zenhäusern: Der erfolgreiche Unternehmer - Wie man Siege nutzt und aus Niederlagen lernt. Orell Füssli, Zürich 2008.
- Faktor K - Management im dritten Jahrtausend mittels Kunst, Kreativität, Kraft und Kommunikation - ein neues Management Paradigma. Verlag Unternehmer Medien GmbH, Bonn 2016.
- Doppelte Unternehmensführung. Eigenverlag Dymas AG, Zürich 2018.
- Leonhard Fopp, Andreas Giger: Mit Doppelter Unternehmensführung den Wandel erfolgreich gestalten, Die Kunst des Erfolgs', 50 Erfahrungsberichte aus Praxis und Wissenschaft. Münster Verlag, Basel 2018.